# Martes melampus
Martre à pieds noirs, Martre du Japon
Espèce
Statut de conservation UICN

 LC  : Préoccupation mineure
Ne doit pas être confondu avec Zibeline d’Ézo.
La martre à pieds noirs (Martes Melampus), est une espèce de mammifère carnivore de la famille des mustélidés du genre martes. Endémique de l’archipel japonais, elle est également désignée sous le nom de martre du Japon (ニホンテン, Nihon-ten). Cette espèce, très rare et difficile à observer, est réputée pour changer complètement d’apparence entre son pelage d’été et d’hiver.

## Dénominations
- Nom scientifique valide : Martes melampus (Wagner, 1840)[2].

- Nom vernaculaire normalisé japonais : Hondo-ten (本土貂 ; ホンドテン?, « Martre des îles principales du Japon »)

- Nom normalisé anglais : Japanese marten.

- Noms vulgaires et vernaculaires, couramment utilisés en français : Martre à pieds noirs[3], Martre du Japon[4], Marte du Japon[4].

## Classification
Selon le Mammal Species of the World (version 3, 2005)  (16 juillet 2013) ainsi que le Catalogue of Life (16 juillet 2013), la martre à pieds noirs compte trois sous-espèces : 
- La martre du Japon (M. m. melampus, Wagner, 1840) – originaire des îles  d’Honshū, Shikoku et Kyūshū[7],[8],[9],[10] ; elle a été introduite par l’homme sur les îles d’Hokkaidō et Sado[7],[10] Martes melampus bedfordi Thomas, 1905 est considéré comme un synonyme[1]. ;
- M. m. tsuensis, Thomas, 1897, la « martre de Tsushima » – endémique de l’île de Tsushima[7],[9],[11],[10] ;
- M. m. coreensis, Kuroda & Mori, 1923 – sous espèce hypothétique, signalée dans la péninsule coréenne[9]  .

## Description
La martre à pieds noirs mesure entre 44 et 55 cm de long, corps et tête comprise, avec une queue allant de 17 à 23 cm. Son poids varie de 0,9 à 1,5 kg. Les mâles sont généralement plus grands que les femelles.
Son pelage possède deux grandes variations saisonnières : En été, il est généralement d’un brun foncé sur le dos avec une gorge et un ventre de couleur crème à jaune pâle. En hiver, il devient d’un jaune très vif allant jusqu’au doré sur l’ensemble du corps, à l’exception du bout de la queue et des pattes, qui restent plus foncés, d’où ce nom de « martre à pieds noirs ».
Chez la martre du Japon (M. m. melampus), le pelage est rouge-brun ou brun foncé, avec la face et les pattes noirs, la gorge et la poitrine orange, et l’extrémité de la queue blanche. Chez cette même sous-espèce, il existe deux variations pour le pelage d’hiver : 
- La forme désignée en japonais sous le nom de susuten, possède un pelage d’un brun rougâtre plus ou moins foncé sur le corps, avec la tête d’une couleur grise blanchâtre[9].
- Une forme désignée sous le nom de kiten, où le pelage est caractérisée par sa couleur jaune éclatante, avec plus ou moins de nuances de brun, la tête est d’une couleur blanche[9]. Avec son pelage d’hiver kiten, elle est souvent confondue avec la zibeline d’Ézo (Martes zibellina brachyura), avec laquelle elle est sympatrique sur l’île d’Hokkaidō,

La martre de Tsushima (M. m. tsunensis), quel que soit son pelage saisonnier, possède des marques noires irrégulières de la gorge à la poitrine,,. En été, le pelage est brun, la tête et lla face sont d’un brun foncé, la gorge et la poitrine sont d’une couleur brune allant d’un brun jaunâtre à un brun rougâtre, et les pattes sont d’une couleur noire,,  . En hiver, le pelage est brun, la tête est d’un blanc sale presque grisâtre, la face et les pattes sont d’un brun noirâtre, la gorge et la poitrine sont d’un brun clair presque jaune,,  .
Les seuls spécimens de martres à pieds noirs coréennes qui ont été ramenées étaient sous un pelage d’hiver de couleur jaune, avec la zone blanche de la tête s’étendant jusqu’à la nuque.

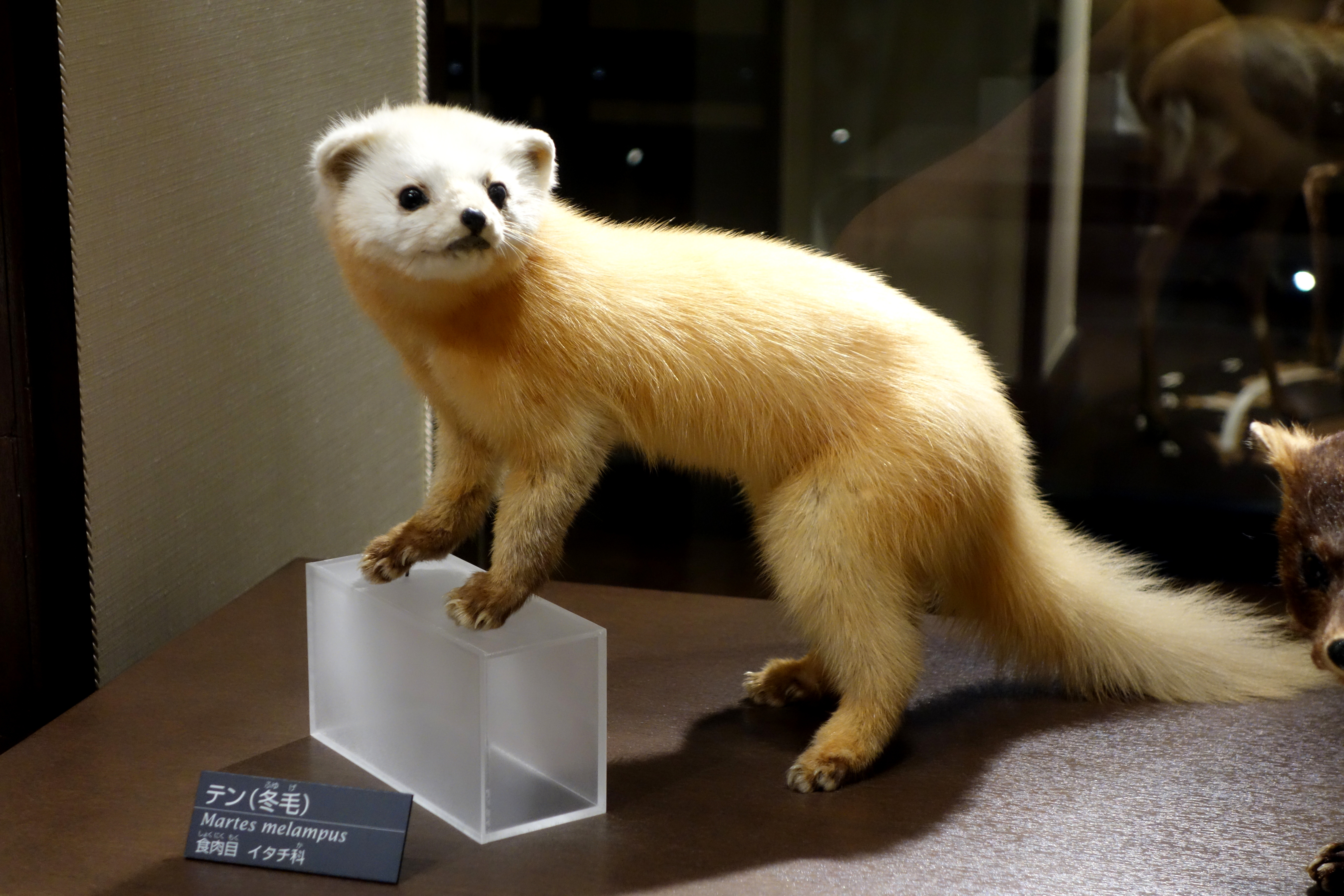
Pelage d’hiver
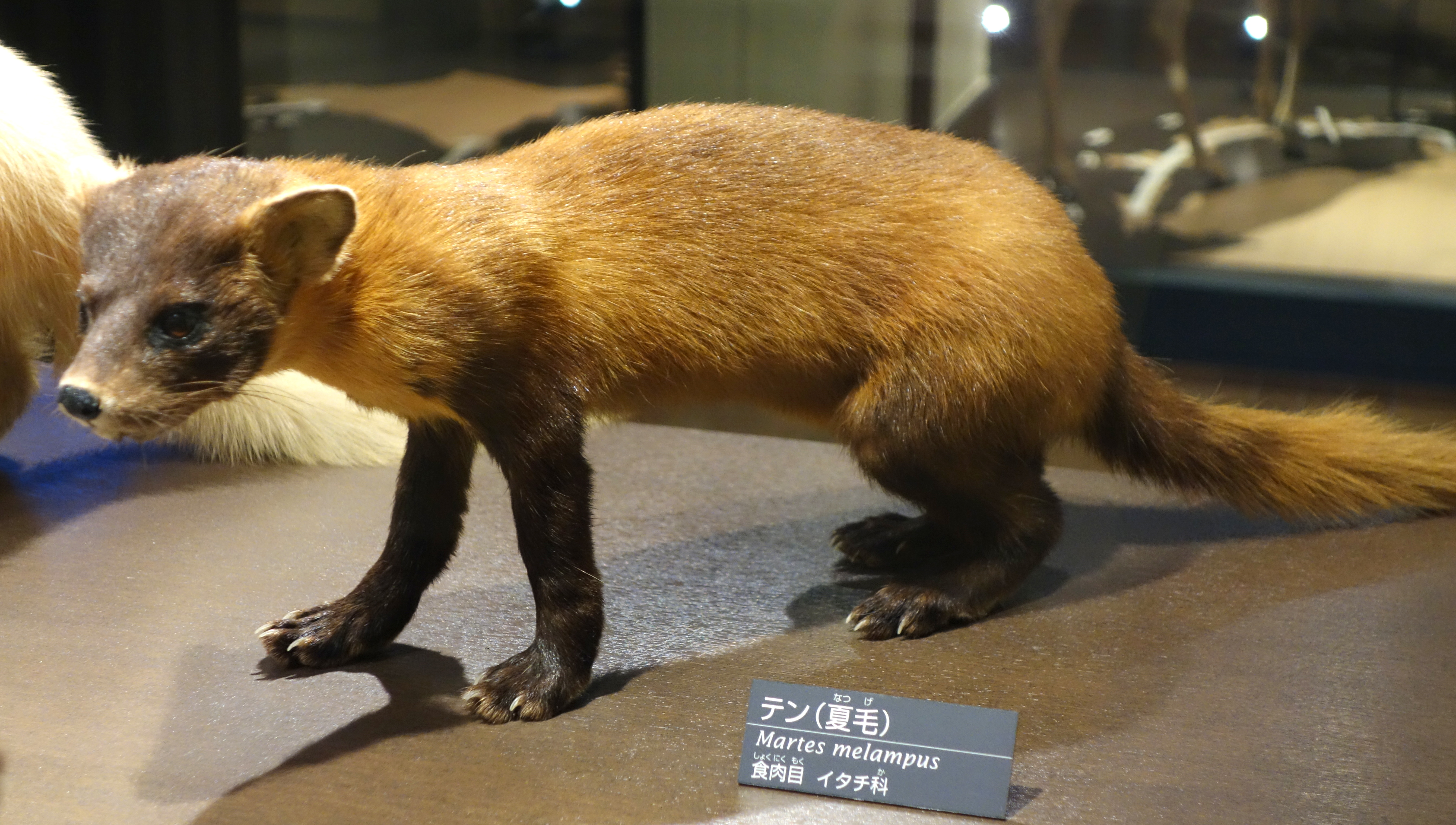
Pelage d’été

## Habitat et répartition

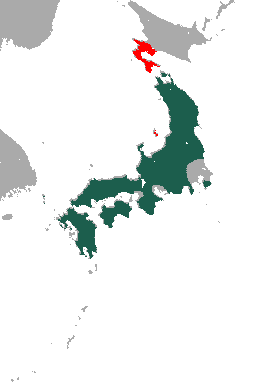
Aire de répartition de l'espèce au Japon (vert = native, rouge = introduite)

### Répartition
Cette espèce est considérée comme endémique du Japon. Sa présence sur Hokkaidō et l’île de Sado résulte d’introductions par l’homme dans les années 1940. Bien que des signalements aient été faits en Corée du Sud, (Cheonan, province du Chungcheong du Sud), aucune donnée précise n’atteste d’une population sauvage native, la fiabilité des spécimens collectés étant contestée : Parmi les deux spécimens utilisés pour la description originale, l’holotype aurait été détruit lors d’un bombardement en 1945, tandis que le spécimen de référence est conservé au Musée d’histoire naturelle de Londres depuis 1923 . Aucun autre enregistrement de cette sous-espèce en dehors de la description originale, sauf un nouveau signalement en Corée du Sud en 1957, et des signalements en Corée du Nord dans les années 1960 .

### Habitat
Ces martres vivent dans les parties les plus septentrionales de l’archipel japonais, dans les forêts de montagne de haute altitude. Migrant en hiver vers des zones boisées plus riches en proies, elles peuvent ainsi être considérées comme un indicateur de la santé des écosystèmes forestiers. En été, leur habitat devient plus varié, leur permettant d’occuper des milieux plus diversifiés.
Principalement solitaire, la martre utilise des abris tels que des cavités creusées dans des troncs ou des souches d’arbres ou bien des crevasses rocheuses. Les mâles comme les femelles sont territoriaux ; la taille du territoire de chaque individu dépend de la disponibilité des ressources alimentaires.

## Écologie et comportement

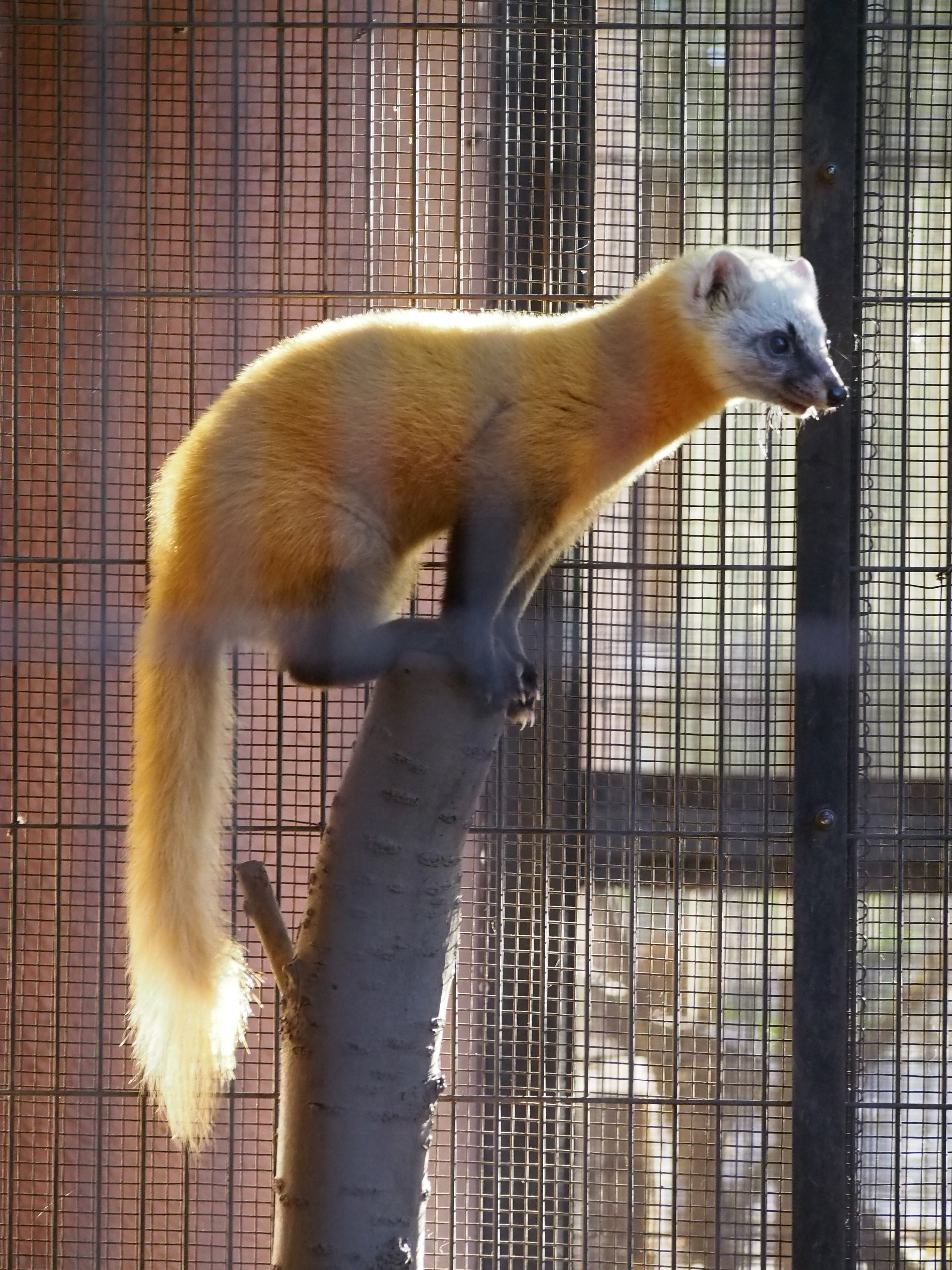
Une martre du Japon, dans son pelage d’hiver, dans le parc zoologique d’Inokashira.

### Alimentation et fonction écologique
Cette espèce de martre a un régime alimentaire omnivore : bien qu’elle préfère consommer des proies comme des poissons, des amphibiens, de petits oiseaux et de petits mammifères, elle peut aussi se nourrir d’insectes, de fruits et de graines lorsque cela est nécessaire. Elles jouent un rôle bénéfique en régulant les populations de lièvres du Japon (Lepus brachyurus), qui peuvent endommager la végétation forestière en broutant les jeunes arbres. Leur régime alimentaire comprend aussi de nombreux insectes qui peuvent être utiles à l’agriculture.
La martres joue un rôle majeur dans la dispersion des graines : De nombreuses espèces de fruits charnus dépendent des oiseaux et des chauves-souris pour disperser leurs graines, mais ces espèces étant moins nombreuses sous les latitudes nordiques, les carnivores omnivores comme la martre peuvent assurer cette fonction écologique. Environ 62 % des excréments de martres du Japon contiennent au moins une graine.

### Reproduction et cycle de vie
Cette espèce se reproduit entre mars et la mi-mai. Une portée compte généralement un à deux petits, notamment pour la martre de Tsuchima (M. m. tsuensis), mais chez les populations des plus grandes îles, une portée peut compter jusqu’à cinq individus. Les nouveau-nés naissent aveugles et sourds. Comme tous les mammifères, la femelle allaite ses petits, mais ceux-ci deviennent capables de chasser au bout de 3 à 4 mois et quittent rapidement leur mère. Ils atteignent leur maturité sexuelle entre 1 et 2 ans. Une fois adultes, les jeunes tentent d’établir leur propre territoire, grâce au marquage olfactif  . La longévité moyenne dans la nature est inconnue, bien qu’un spécimen en captivité ait vécu un peu plus de 12 ans.

## Interaction avec l'homme

### Menaces et conservation

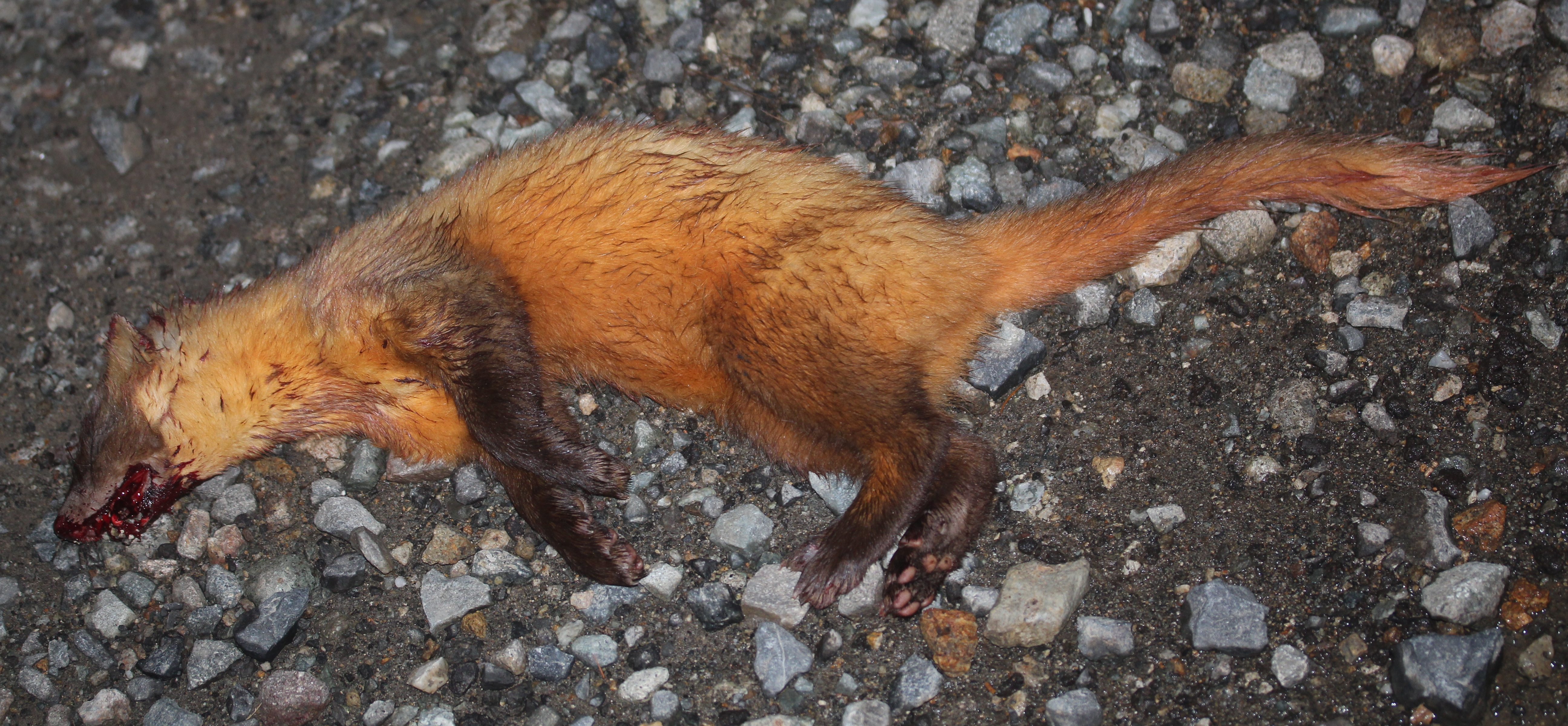
Une martre du Japon, dans son pelage d’été, morte, victime d’un accident de la route.

La principale menace pesant sur la martre du Japon est l’industrie du bois, qui exploite son habitat constitué de forêts bien établies. La coupe à blanc est particulièrement problématique, car elle détruit rapidement l’environnement sans lui laisser le temps à la végétation de se régénérer. Cette fragmentation des habitats peut également influencer les comportements de recherche de nourriture et réduire la diversité génétique des populations. De plus, les plantations de pins dans leur écosystème ne fournissent pas les ressources alimentaires nécessaires à leur survie  .
Des mesures de conservation ont été mises en place, notamment la réglementation du piégeage. L’espèce a été désignée comme Monument naturel au Japon en 1971, ce qui a permis d’attirer l’attention sur sa vulnérabilité. Elle bénéficie également d’une protection légale sur Tsushima  .

### Culture et folklore

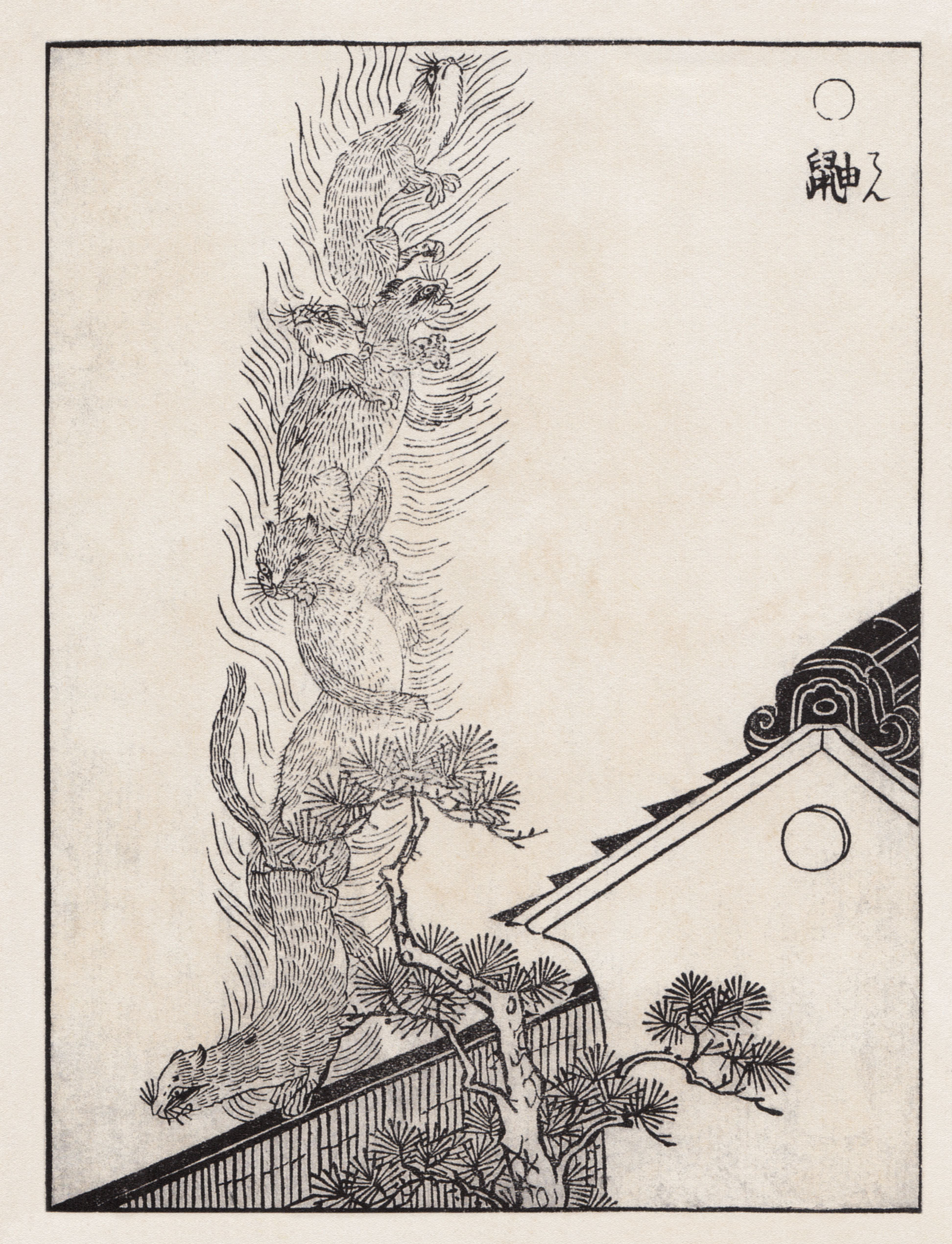
Illustrations de martres dans le Gazu Hyakki Yagyō de Toriyama Sekien.

Au Japon, la martre à pieds noirs, ainsi que les mustélidés du genre martes en général sont désignée en japonais sous le nom de ten (貂 ; 鼬). L’espèce et la sous-espèce type de la martre à pieds noirs sont désignées sous le nom de Nihon-ten (ニホンテン ; 日本貂), la zibeline Kuroten (クロテン ; 黒貂, « Martre noire ») et la fouine munajiro-ten (ムナジロテン ; 胸白貂, « Martre à poitrail blanc »).
Dans son pelage d’hiver, la fourrure de la martre du Japon de variété kiten, voit sa valeur décupler sur le marché. Un dicton populaire transmis parmi les chasseurs, dit : Ten-toriwa futaride ikuna (貂獲りは二人で行くな, « Ne jamais partir chasser la martre à deux »), sous-entendant que l’animal est si rare et le prix de sa fourrure si élevée, que des trahison entre chasseurs étaient une chose monnaie-couvrante.
Dans le folklore japonais, à l’instar d’autres petits carnivores tel que le renard, le tanuki, ou encore l’Itatsi, la martre est réputée pour avoir des pouvoirs de métamorphose. D’ailleurs, dans la région d’Iga, dans la préfecture de Mie, un dicton affirme que « le renard a sept formes, le tanuki en a huit, et la martre en a neuf », suggérant que la martre aurait une plus grande capacité de métamorphose que le bake-kitsune et le bake-danuki.
Dans le Wakan sansai zue, une encyclopédie publiée au cours de la période Édo, la martre est décrite comme une créature surnaturelle issue d’un itatsi ayant atteint un âge avancé, capable de provoquer des incendies. Cette légende est reprise dans le Gazu Hyakki Yagyō de Toriyama Sekien.
Dans les préfectures d’Akita et d’Ishikawa, croiser une martre serait un mauvais présage. Dans la préfecture d’Hiroshima, tuer une martre annoncerait un incendie imminent. Enfin, dans la préfecture de Fukushima, on les appelle heko, fuchikari, komono ou haya, et elles seraient des âmes de personnes mortes dans des avalanches.
Un martre momifié, désignée sous le nom de kōryū (虹龍, "dragon arc-en-ciel"), est conservé au Shōsō-in de Nara depuis l'époque de Ashikaga Yoshimitsu. Des légendes anciennes racontent que lorsque la momie est exposée la pluie tomberait inévitablement.